# Helena Edlund
Ulla Helena Edlund, född Ohlsson 29 juli 1960, är en svensk professor i molekylär utvecklingsbiologi och chef vid UCMM (Umeå centrum för molekylär medicin) på Umeå universitet. Mellan åren 2016 och 2018 var hon ledamot i Vetenskapsrådets ämnesråd för medicin och hälsa.

## Biografi
Edlund avlade magisterexamen i molekylärbiologi 1983 vid Umeå universitet och disputerade där 1991 på en avhandling om genuttryck av insulingenen hos möss. Edlund utnämndes 1997 till docent och är sedan år 2000 professor i utvecklingsbiologi vid Umeå universitet. Hon har forskat på bukspottskörtelns funktion och utveckling, i synnerhet studerat de insulinproducerande Langerhanska öarna. Tillsammans med maken Thomas Edlund grundade hon 2001 företaget Betagenon AB, för att bedriva forskning och utveckling av behandlingsformer för fetmarelaterade sjukdomar, bland annat diabetes typ 2 och fettleversjukdomar som förknippas med hyperinsulinemi.
Helena Edlund är medförfattare till över 60 vetenskapliga publikationer som citerats totalt ungefär 10 000 gånger med ett h-index (2021) på 44.

## Opinion
Helena Edlund uttalade sig i ST Press 2011 när det framkommit att den statliga satsningen under början av 2000-talet med öronmärkta pengar till excellenta forskare snedfördelat bidrag till förmån för manliga forskare, trots jämförbara meriter. Edlund, som enligt tidningen hade bland de bästa meriterna bland kvinnliga då aktiva forskare, hade inte tilldelats något bidrag och menade att man tagit till luddiga argument för att motivera avslaget.

## Utmärkelser
- 1997 - Erik K. Fernströms svenska pris för unga forskare.[10]
- 2000 - Minkowskipriset för studier av "faktorer som kontrollerar beta-cells udentitet och glukoshomeostas". Priset delas ut av EASD (European Association for the Study of Diabetes)[11]
- 2001 - Göran Gustafssonpriset i molekylär biologi.[12]
- 2003 - Invald i Kungliga Vetenskapsakademien med nummer 1490, i klassen för medicinska vetenskaper.[13]
- 2010 - Wallenberg Scholar.[14]
- 2011 - Nordeas livsvetenskapliga pris.[15]
- 2014 - Baltics samverkanspris med entreprenörskapsinriktning (tillsammans med maken prof. Thomas Edlund)[16]
- 2016 - Förlängningsanslag från Knut och Alice Wallenbergs stiftelse om 15 miljoner kronor.[17]